# Louis Garneau
Pour les articles homonymes, voir Garneau.
 (juin 2014).
Si vous disposez d'ouvrages ou d'articles de référence ou si vous connaissez des sites web de qualité traitant du thème abordé ici, merci de compléter l'article en donnant les références utiles à sa vérifiabilité et en les liant à la section « Notes et références ».
Louis Garneau (né à Québec le 9 août 1958) est un coureur cycliste et homme d'affaires canadien (québécois). Il a fondé en 1983 une compagnie spécialisée dans les vêtements et accessoires cyclistes, Louis Garneau Sports, dont le siège social est situé à St-Augustin-de-Desmaures, Québec. 

## Biographie

### Origine et Formation
Louis Garneau est le fils de Paul Garneau et Jeannine Lehoux. Il naît à Québec le 9 août 1958. Il obtient son baccalauréat en arts plastiques de l'Université Laval et y gagne une bourse d'excellence en 1983.

### Sport
De 1970 à 1983, il est coureur cycliste international et décroche le titre de champion canadien en poursuite individuelle en 1978. Il est sélectionné pour participer aux Jeux Olympiques de Moscou en 1980, mais ne pourra y participer en raison du boycott de ces Jeux par le Canada. En 1984, après avoir participé aux Jeux Olympiques de Los Angeles, il quitte la compétition active à titre de cycliste et s'oriente vers le monde des affaires et se consacre ainsi à temps plein à sa compagnie créée en 1983.

### Compagnie
En 1983, Louis Garneau entreprend, dans le garage de son père, la confection de vêtements pour cyclistes, appuyé dans ce projet par son épouse, Monique Arsenault. La compagnie porte alors le nom de Vêtements Louis Garneau. Comme les commandes affluent, le garage devient nettement insuffisant comme espace de production. L'entreprise déménage en 1984 ses pénates dans un local plus vaste (140 mètres carrés ou 1500 pieds carrés), puis se voit contrainte d'agrandir à nouveau en 1985, dans un local de 464 mètres carrés (5000 pieds carrés). 
En 1988, alors que l'entreprise atteint le nombre de 118 employés, on déménage à nouveau, dans un bâtiment flambant neuf de 2972 mètres carrés (32,000 pieds carrés) à St-Augustin-de-Desmaures. Ce bâtiment devra être agrandi une première fois en 1993, puis à nouveau en 1999, avec la création d'un centre de distribution.
Louis Garneau décide de se lancer à l'assaut du marché américain en 1989, avec l'ouverture de l'usine du Louis Garneau USA à Newport, au Vermont en 1989. Cette nouvelle division emploie à ses débuts 12 employés. La superficie du bâtiment américain sera doublée en 1999.
Le bâtiment de Newport, Vermont ne suffisant plus aux besoins de la compagnie, un investissement majeur se concrétisera le 15 août 2014 par l'inauguration d'un nouveau bâtiment à la fine pointe à Derby, Vermont, lequel comprend un centre de distribution pour le marché américain.
En 2015, le groupe Louis Garneau Sports inc. emploie environ 450 personnes et exporte dans plus de 50 pays. Louis Garneau Sports, qui célébrait son 30e anniversaire de fondation en 2013, est détentrice de nombreux brevets d'invention, principalement auprès de l'OPIC (Office de la Propriété Intellectuelle du Canada) et du USPTO (United States Patent and Trademark Office),  afin de protéger ses nombreuses innovations.
Le Groupe Garneau englobe depuis 2018 la trilogie canadienne de 3 marques : Garneau, Sugoi et Sombrio. Leurs produits, destinés aux cyclistes, triathloniens, ainsi qu’à plusieurs disciplines des sports d’hiver comme la raquette, sont vendus dans plus de 40 pays, à commencer par le Canada et les États-Unis.

### Élisabeth II
En 2002, lors d'une des visites de la reine Élisabeth II au Canada, Louis Garneau pose spontanément son bras sur l'épaule de la reine  pour une photo, à laquelle elle se prête de bon gré. Malgré la réaction vive des journaux et des médias britanniques, le bureau du protocole canadien stipule que « les membres de la famille royale désirent que les éléments du protocole soient adaptés à ce qui est généralement acceptable dans la société canadienne »  (Peter Hammond - V.-P. de la Ligue des monarchistes du Canada).

## Équipe de développement cycliste
Louis Garneau gère une équipe de développement cycliste pendant plusieurs années, afin d'aider les jeunes talents cyclistes du Québec et d'ailleurs  à atteindre leur plein potentiel et leur permettre de passer dans les rangs des cyclistes professionnels. Plusieurs grands noms du cycliste québécois sont passés par cette équipe avant d'aboutir dans les rangs professionnels : David Veilleux, premier cycliste québécois à participer au Tour de France au sein de l'équipe continentale professionnelle Europcar, Antoine Duchesne, Hugo Houle, membre de l'équipe UCI World Tour AG2R La Mondiale.  

## Implication sociale
Par le biais de conférences et d'événements cyclistes, Louis Garneau s'implique socialement auprès, entre autres, de l'organisme Les Petits Frères, dont la mission est d'accueillir et d'accompagner les personnes seules du grand âge, afin de contrer leur isolement en créant autour d'elles une famille.
Il a également lancé en 2018 la journée internationale Pas de texto en Auto le 22 décembre en mémoire de son ami cycliste Jason Lowndes, tué par une conductrice distraite le 22 décembre 2017, durant un entraînement à vélo en Australie. 

## Palmarès cycliste
| - 1975 - Championnat junior canadien par équipe - 1976 - Champion provincial junior - 1977 - 2e du championnat du Canada de poursuite par équipes - 1978 - Champion du Canada en poursuite individuelle - Championnat du Québec de poursuite par équipes - 1979 - Champion du Canada du contre-la-montre - Grand Prix cycliste de Montréal - Grand Prix Marc Blouin - Grand Prix de Sutton - Critérium de Verdun - 1980 - Maine International Bicyle Race - Critérium de Vancouver - Grand Prix Semaine du Canada | - 1981 - Grand Prix de Lévis - Tour de la Gaspésie - Grand Prix cycliste de Beauport - Prix de Sherbrooke - Prix Semaine du Canada - Prix Italien Super Prestige - Grand Prix Terre des Hommes - Critérium de Contrecœur - 1982 - Prix Semaine du Canada - Championnat provincial sur route - 1983 - Fitchburg Longsjo Classic - Tour de la Porte Océane - Critérium de Hartford - Grand Prix de Lebanon - 2e du Circuit des Deux Provinces |

## Honneurs
- 1990 - Médaille Raymond-Blais
- 1997 - Chevalier de l'Ordre national du Québec[3].
- 1999 - Officier de l'Ordre du Canada
- 2007 - Doctorat honorifique de l'Université d'Ottawa
- 2014 - Récipiendaire de la Médaille d'honneur de l'Assemblée nationale du Québec[4]
- 2015 - Récipiendaire d'un des 50 drapeaux du Canada remis par le Premier Ministre à 50 Canadiens méritoires à l'occasion du 150 anniversaire de l'Unifolié